# Jacqueline Jones
Jacqueline Jones (née le 17 juin 1948) est une historienne sociale américaine et lauréate du prix Pulitzer d'histoire. Elle occupe la chaire Walter Prescott Webb d'histoire et d'idées de 2008 à 2017, et est professeure émérite Ellen C. Temple d'histoire des femmes à l'Université du Texas à Austin,. Son expertise porte sur l'histoire sociale américaine, l'économie, la race, l'esclavage. Elle est Macarthur Fellow, lauréate du prix Bancroft et lauréate du prix Pulitzer en 2024 après avoir été finaliste à deux reprises.

## Biographie
Jacqueline Jones est née dans le Delaware. Sa mère enseigne au Delaware Technical and Community College. Son père, Albert P. Jones (décédé en 1995), travaille pour DuPont et est président du Delaware State Board of Education pendant de nombreuses années. Elle fréquente une école primaire à Christiana, Delaware, qui est renommée en son honneur un an après sa mort. Elle est mariée au politologue et professeur de droit Jeffrey Abramson, auteur de We, The Jury et Minerva's Owl. Le couple a deux filles, Sarah Jones Abramson et Anna Jones Abramson.
Jones obtient un BA en 1970 de l'Université du Delaware et un doctorat en 1976 de l'Université du Wisconsin à Madison. Elle occupe des postes universitaires au Wellesley College, à l'Université Brown et à l'Université Brandeis. En juillet 1999, elle reçoit une bourse MacArthur. Bien que la bourse permette généralement aux universitaires de s'absenter de leur enseignement, elle décide d'attendre avant de commencer ses recherches et travaille pendant toute la durée de la bourse. Elle reçoit aussi une bourse de la Fondation Ford, une bourse Woodrow Wilson et une bourse de l'American Council of Learned Societies.
En 1986, le deuxième livre de Jones, Labor of Love, Labor of Sorrow: Black Women, Work, and the Family from Slavery to the Present, lui vaut le prix Bancroft. Après avoir remporté une bourse MacArthur, Jones note que la fin de son livre primé par le Bancroft l'a inspirée à écrire son troisième livre, The Dispossessed, America's Underclasses from the Civil War to the Present, qui examine la pauvreté en Amérique au-delà des frontières de race et de sexe. Ce livre lui vaut un Choice Award en 1992 ainsi que d'être finaliste du Lillian Smith Award pour la non-fiction. En 2001, Jones publie Creek Walking, un mémoire de son enfance dans le Delaware dans les années 1950. American Work: Four Centuries of Black and White Labour est sélectionné par History Book Club et en 2002, elle est nommée membre de l'Académie américaine des arts et des sciences. Elle remporte le prix Pulitzer d'histoire pour son livre de 2023 No Right to an Honest Living: The Struggles of Boston’s Black Workers in the Civil War Era.

## Publications
- Jacqueline Jones, Soldiers of Light and Love: Northern Teachers and Georgia Blacks, 1865-1873, Chapel Hill, University of North Carolina Press, 1980 (ISBN 9780807814352, lire en ligne )
- Jacqueline Jones, Labor of Love, Labor of Sorrow: Black Women, Work, and the Family from Slavery to the Present, New York, Basic Books, 1985 (ISBN 9780465037568, lire en ligne)
- Jacqueline Jones, The Dispossessed: America's Underclasses from the Civil War to the Present, New York, Basic Books, 1992 (ISBN 9780465016747)
- Jacqueline Jones, American Work: Four Centuries of Black and White Labor, New York, W.W. Norton, 1998 (ISBN 9780393045611, lire en ligne)
- Jacqueline Jones, A Social History of the Laboring Classes: From Colonial Times to the Present, Malden, Massachusetts, Blackwell Publishers, 1999 (ISBN 9780631207702)
- Jacqueline Jones, Creek Walking: Growing Up in Delaware in the 1950s, Newark London, University of Delaware Press Associated University Presses, 2001 (ISBN 9780874137545)
- Jacqueline Jones, Saving Savannah: The City and the Civil War, New York, Alfred A. Knopf, 2008 (ISBN 9781400042937)
- Jacqueline Jones, A Dreadful Deceit: The Myth of Race from the Colonial Era to Obama's America, New York, Basic Books, 2013 (ISBN 9780465055678)
- Jacqueline Jones, Goddess of Anarchy: The Life and Times of Lucy Parsons, American Radical, New York, Basic Books, 2017 (ISBN 9780465078998)
- Jacqueline Jones, No Right to an Honest Living: The Struggles of Boston’s Black Workers in the Civil War Era, New York, Hachette Book Group, 2023 (ISBN 9781541619791)